# Lockhartia (foraminifères)
Cet article concerne le genre de Foraminifères. Pour le genre de plante, voir Lockhartia (plante).
Genre
Lockhartia est un genre éteint de foraminifères de la famille des Rotaliidae , et de la sous-famille des Lockhartiinae.

## Liste d'espèces
Selon World Register of Marine Species (28 juin 2018) :
- Lockhartia altispira Smout, 1954 †
- Lockhartia alveolata Silvestri, 1942 †
- Lockhartia bermudezi Cole, 1942 †
- Lockhartia conditi (Nuttall, 1926) †
- Lockhartia cushmani Applin & Jordan, 1945 †
- Lockhartia daviesi Ten Dam, 1953 †
- Lockhartia diversa Smout, 1954 †
- Lockhartia gyropapulosa Levin, 1957 †
- Lockhartia haimei (Davies, 1927) †
- Lockhartia hunti Ovey, 1947 †
- Lockhartia lobulata Sander, 1962 †
- Lockhartia luppovi Bugrova, 1966 †
- Lockhartia megapapulata Hu, 1976 †
- Lockhartia minuscula Hofker, 1957 †
- Lockhartia prealta Levin, 1957 †
- Lockhartia prehaimei Smout, 1954 †
- Lockhartia ramanae Ten Dam, 1953 †
- Lockhartia retiata Sander, 1962 †
- Lockhartia roeae (Davies, 1930) †
- Lockhartia susuaensis Pessagno, 1960 †
- Lockhartia tipperi (Davies, 1926) †